# Ayni
Pour l’article homonyme, voir AYNI Lab Social.
Ayni (langues quechua, également orthographié Ayniy ou Aini) est une forme traditionnelle d'aide mutuelle pratiquée par les communautés autochtones (Ayllu) dans les Andes.
Un membre d'une communauté aide un autre membre à des fins privées lorsqu'un soutien est nécessaire, par exemple pour la construction d'une maison ou des travaux agricoles. Ultérieurement, la famille qui a reçu de l'aide participera à un autre travail ayni, apportant alors son aide aux autres. Nourriture et boisson sont fournis aux participants par la famille qui les reçoit.
Il fait partie des concepts centraux de la participation, de la solidarité et de la réciprocité dans la culture et dans la civilisation des communautés des Andes avec la mink'a ou minga, la mita et la wayka. Il joue un rôle central en tant que créateur de lien social au delà de la famille.

## Description et enjeux
Ayni se pratique toujours dans les communautés traditionnelles du Pérou, de l'Équateur et de la Bolivie, en particulier parmi les Quechuas et les Aymaras.
Ayni peut référer aussi bien au principe du mutualisme et de ses éléments sous-jacents que de sa pratique. Dans son principe, il est lié à une représentation d’interdépendance de tous les êtres vivants dans un écosystème. Selon cette conception, nous ne vivons pas seuls, mais recevons et donc sommes appelés à donner en permanence. Cette réciprocité signifie que chaque acte ou activité d’une personne conditionne ou est la conséquence des actes d’autres personnes. Il implique à la fois les relations entre les humains et les vivants, mais est présent dans les représentations spirituelles et les rapports avec la Pachamama. A ce niveau, ce qui est donné est visible (une offrande), et ce qui est reçu est invisible.
Ce principe de réciprocité et de solidarité générale ne limite pas l’échange à un moment donné, comme dans le troc ou la vente contre de l’argent, au cœur du système capitaliste, mais le généralise et le prolonge dans le temps, selon l’idée « aujourd’hui pour toi, demain pour moi ».
Dans sa mise en œuvre, l'ayni peut se manifester dans de nombreuses occasions, comme pour organiser une fête, construire une maison ou une école ou dans l'agriculture, au moment des semailles ou des récoltes: il est impossible pour un individu ou une famille de mener à bien cette tâche. Seule la mobilisation de la communauté, du voisinage ou plus largement permet de la mener à bien. Le don et la contre-partie deviennent ainsi une condition de la vie et du développement.
Dans le contexte de la globalisation, qui influence ses sociétés et peut les paupériser, une reprise des principes de l'ayni représente une réponse essentielle pour faire face aux défis du monde contemporain, aussi bien économiques que sociaux, écologiques, moraux et symboliques.
L'ayni se distingue de la mink'a ou minga, qui est une forme d'entraide sociale, par un travail communal gratuit et à tour de rôle, par lequel les familles expriment leur solidarité en pour aider les personnes orphelines, âgées ou avec un handicap. Ayni et minka constituent ensemble des piliers de la communauté. Ils sont repris aujourd'hui comme concept pédagogique dans certaines écoles.
Le terme ayni est repris dans de nombreux projets de solidarité et de développement, comme le fonds du Forum international des femmes autochtones, ou de commerce équitable.